# به نام قانون
به نام قانون (انگلیسی: In the Name of the Law) یک فیلم درام زندگینامه‌ای به کارگردانی اموری جانسون است که در سال ۱۹۲۲ منتشر شد.

## بازیگران
- هانِس واگنر
- جین کارپنتر
- کلیر مکداول
- رالف لویس